# Сильванский, Сергей Александрович
Сергей Александрович Сильванский (1893, Херсон — 2 марта 1937, Москва) — русский и советский искусствовед, автор монографий и статей о художниках начала XX века.

## Биография
Сергей Александрович Сильванский родился в самом конце 1893 года в семье потомственного дворянина, титулярного советника Александра Петровича Сильванского и его жены Антонины Герасимовны. Основателем рода Сильванских был дед Петр Иванович Сильванский — статский советник, занимавший высокую должность управляющего Палатой Государственных имуществ. В семье деда было семеро детей — одна дочь и шестеро сыновей, работавшие военными, юристами, врачами учителями и страховыми агентами. О детстве и гимназических годах Сергея Сильванского имеются немногочисленные сведения. Известно, что в 1912 году в восемнадцатилетнем возрасте он закончил херсонскую 1-ю мужскую гимназию и поступил в Московский университет. Окончив университетский курс в Москве, он возвратился в Херсон с дипломом юриста.
Первая творческая публикация была сделана в 1915 году.
Достоверных сведений о служебной деятельности, семейном положении, творческой и исследовательской работе Сильванского с 1916-го по 1923-й год очень мало.
В июне 1925 года Сергей Сильванский поступил на службу секретарем правления и юрисконсультом в херсонский Рабкооп. За четыре года службы им было опубликовано в городских газетах «Рабочий» и «Наддніпрянська правда» более двадцати заметок и статей, посвященных вопросам кооперации и культурной жизни города. На сегодняшний день эти публикации являются единственным источником информации о жизни Сильванского в этот период.
Уже в 1920-е годы Сильванский был одним из ведущих коллекционеров и исследователей книжного знака в России. Херсонская библиотека Сильванского содержала около 1000 книг и по свидетельству одного из его современников художника Курнакова «…занимала отдельную комнату, там же хранились экслибрисы, гравюры. Все книги были пронумерованы, на каждую наклеен экслибрис».
Сильванский не просто коллекционировал экслибрисы, он занимался их изучением и пропагандой знаний о книжных знаках.
В 1926 году в Херсонском историко-археологическом музее была установлена витрина с русскими художественными знаками из собрания С. А. Сильванского.
За свою жизнь Сильванский написал и издал 15 монографий по книжному знаку, краеведению, библиотековедению, опубликовал в журналах около 30-ти статей по экслибрисистике и смежным темам. В некоторых изданиях он принимал участие в качестве соавтора, а несколько материалов, подготовленных им к печати, по идеологическим соображениям тогдашней власти изданы не были.
В 1934 году Сильванский по причинам, о которых можно только догадываться, прекращает издавать свои работы, сворачивает активную деятельность в творческих объединениях коллекционеров, а в 1935 году неожиданно распродает свое уникальное собрание книг, гравюр и экслибрисов.
Долгое время о дате смерти Сильванского не было достаточно точных сведений. В среде коллекционеров и исследователей ходили слухи, по одним из которых он погиб во время войны, по другим — пострадал от репрессий и умер в ссылке в 1950-е годы.
Известный исследователь книги П. Н. Берков указал, что Сильванский умер в Москве в 1937 году, а Н. Н. Орлов, профессиональный библиограф, один из московских друзей и соратников Сильванского, уточняет эту печальную дату — 2 марта 1937 года.

## Изданные книги
- «Провинциальные книжные знаки»[4]
- «Херсонская художественная выставка. 1927 г.»
- «Песни сердца»
- «Старый Херсон. I. Греческое предместье»
- «Библиотеки старого Херсона»
- «Библиография изданий ЛОБ за V лет»
- «Книжные знаки Александра Скворцова»
- «Віра Костянтинівна Шенфінкель»
- «Книжные знаки Р. В. Фреймана»[5]
- «В. И. Ленин в экслибрисе и почтовой марке»
- «Книжные знаки Н. С. Бом-Григорьевой»
- «Экслибрис (Популярный очерк)»
- «Статьи и книги Я. А. Тугендхольда. Опыт монобиблиографирования»
- «Олена Сахновська. Книжкові знаки»
- «Экслибрисы, гравированные В. А. Фаворским»
- «Библиография изданий секции за три года»